# National Cup 2018 (hockey su pista)
La National Cup 2018 è stata la 96ª edizione della principale coppa nazionale inglese di hockey su pista riservata alle squadre di club. Il torneo, organizzato dalla Federazione di pattinaggio dell'Inghilterra, ha avuto inizio il 13 maggio e si è concluso il 30 giugno 2018.
Il torneo è stato vinto dal Soham per la 1ª volta nella sua storia.

## Risultati

### Quarti di finale
| Squadra 1                 | Risultato | Squadra 2   |
| ------------------------- | --------- | ----------- |
| 13 maggio 2018            |           |             |
| Soham                     | 9 - 3     | Invicta     |
| Ely and Chesterton United | 4 - 7     | Londra      |
| Letchworth                | 2 - 13    | King's Lynn |
| Herne Bay United          | 8 - 7     | Grimsby     |

### Semifinali
| Squadra 1   | Risultato | Squadra 2        |
| ----------- | --------- | ---------------- |
| ? 2018      |           |                  |
| Soham       | ? - ?     | Londra           |
| King's Lynn | ? - ?     | Herne Bay United |

### Finale
| 30 giugno 2018                         | Soham          | 4 – 4 (d.t.s.) | King's Lynn |  |
| \| \| \| \| \| \| Shootout ? – ? \| \| |                |                |             |  |
|                                        |                |                |             |  |
|                                        | Shootout ? – ? |                |             |  |

## Campioni
| Vincitore National Cup 2018 |
| --------------------------- |
| Soham 1º titolo             |